# Eliška Walsh
Eliška Walsh (* 1985, rozená Ptáčková) je česká zpěvačka a písničkářka. Zpívala na koncertech s Čechomorem, Druhou trávou, Pavlem Bobkem či Ondřejem Rumlem. V roce 2006 nahrála debutové album coververzí, v roce 2012 vydala autorské album Svým způsobem.
Studovala jazzový zpěv na Konzervatoři Jaroslava Ježka.
Je dcerou Vladislava Ptáčka, banjisty skupiny Cop, a ženou Steve Walshe, který také vede její doprovodnou kapelu.

## Diskografie
- About Beautiful Acoustic Sound, 2006
- Svým způsobem, 2012

Nazpívala také několik koled na album Sváteční Čechomor (2007).